# 2-氨基乙酰苯胺
2-氨基乙酰苯胺（也称为邻氨基乙酰苯胺）是一种有机化合物，化学式C8H10N2O，是氨基乙酰苯胺的三种同分异构体之一，是许多杂环化合物合成的中间体。